# Vomitorium

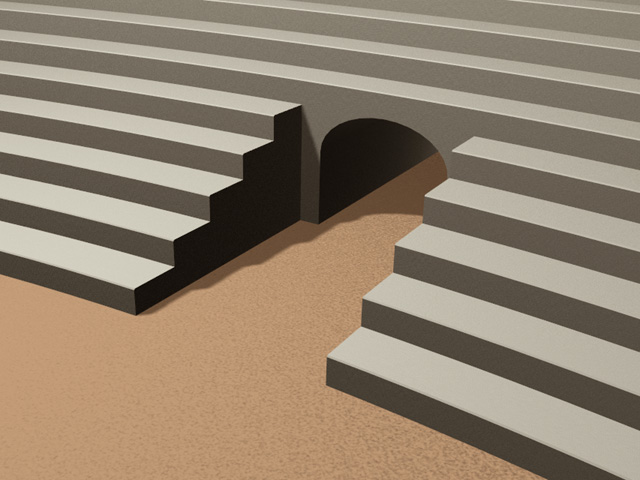
Rappresentazione schematica del vomitorium di un teatro.

Il vomitorium (plurale: vomitoria) era uno degli ingressi laterali di teatri e anfiteatri romani.
Essi permettevano al pubblico di avere facilmente accesso alle gradinate delle strutture e alla fine degli spettacoli ne garantivano il rapido deflusso. L'etimologia del termine deriva dal verbo latino vomere, che in senso figurato voleva dire "espellere, emettere".
I vomitoria si distinguevano dagli ingressi principali che nell'anfiteatro venivano chiamate "Porta Pompae" e "Porta Libitiniensis", infatti queste porte si trovavano all'interno del Colosseo.

## Galleria d'immagini

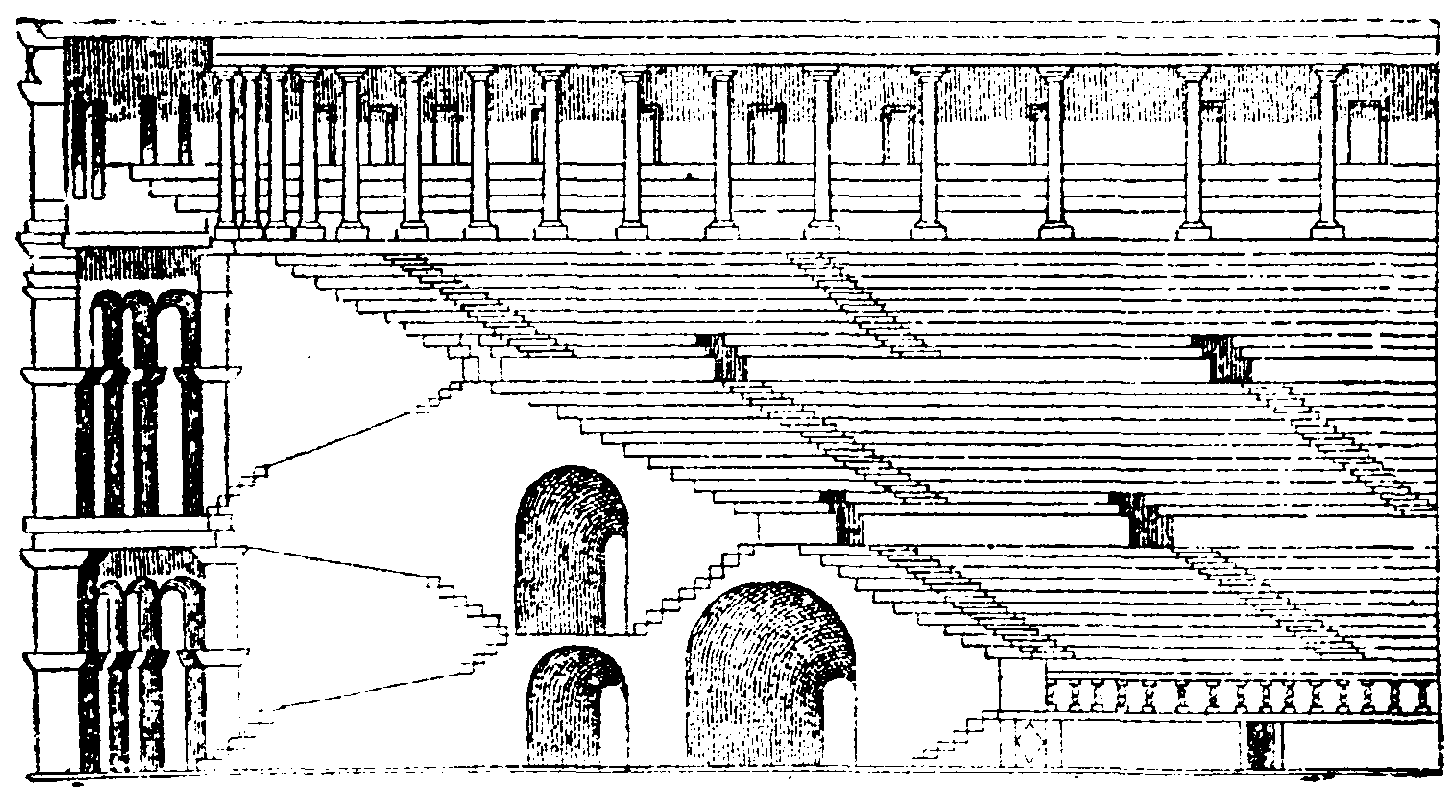
L'anfiteatro di Pola con i vomitoria e lo schema dei percorsi.
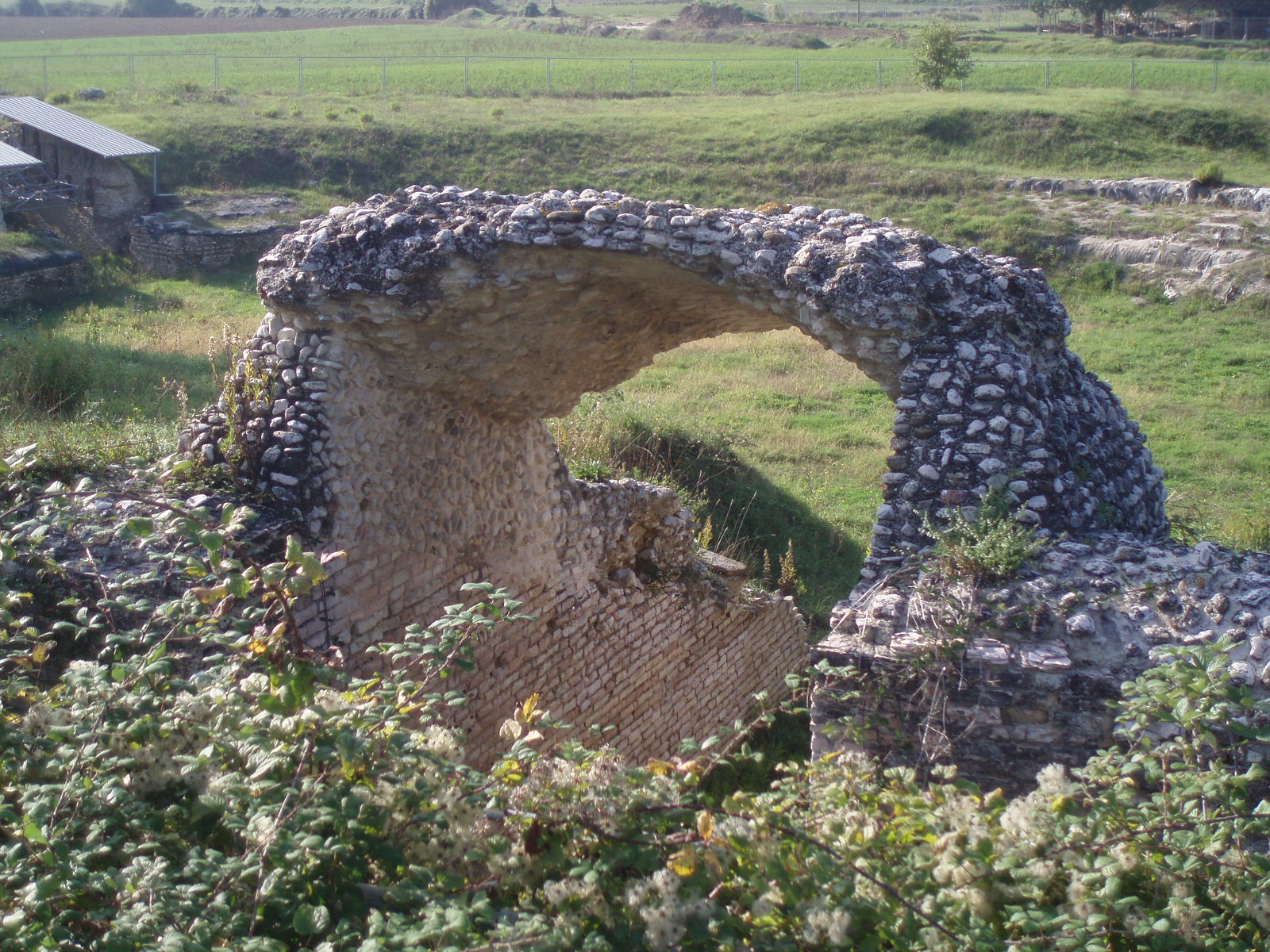
Un vomitorium dell'anfiteatro romano di Suasa.